# Димитрије Стаменковић
Димитрије Стаменковић (Београд, 4. јануар 1844 - Београд 8. септембар 1899) био је српски трговац и добротвор. Један је од оснивача Народне банке, Српског трговачког удружења и Београдске берзе чији је био и први председник.

## Детињство и образовање
Родио се у трговачкој породици Стаменка и Анастасије Јовановић, као шесто од седморо деце. Његов отац Стаменко био је познати београдски трговац кожом и радња му се налазила у главној београдској чаршији, у данашњој Улици краља Петра на углу са Узун Мирковом. Родитељи су Димитрију желели да обезбеде добро образовање и он ће завршити основну школу и Гимназију, након које ће се припремати да буде један од првих ђака Велике школе, чије се отварање тада већ увелико најављивало.
Након догађаја на Чукур чесми 1862. године и бомбардовања вароши очева радња, као и породична кућа, били су јако оштећени. Неколико месеци после тога Стаменко умире и радњу преузима Димитријев старији брат Јован, док је он уписао права на новоотвореној Великој школи. Међутим, само годину дана касније Димитрије ће напустити студије и преузети радњу, која је почела да пропада.

## Трговина
Димитрије ће остварити велики успех у трговини и ускоро ће постати један од најугледнијих и најпознатијих трговаца у Београду и ван њега. Како је радња напредовала и његово име се више ценило, а богатство повећавало, те ће ускоро добити надимак „Газда Мита”, или „Ћир Мита”. У посао ће се након пар година укључити и његов млађи брат Светозар, па ће сама радња носити име „Браћа Стаменковић”, по коме ће остати позната. 
Димитрије је пуно труда уложио да унапреди и осавремени пословање. За разлику од свог оца, који се посвећивао искључиво трговини кожом, коју је набављао у Македонији, а скромне количине извозио у Пешту и Беч, Димитрије знатно проширује распрострањеност своје трговине. Непрестано ће ширити мрежу својих добављача и купаца, тако да ће убрзо пословати са трговцима из Трста, Венеције, Ђенове, Марсеја, Хамбурга, Амстердама, Хага, Авра, Париза и Лондона. Кожу егзотичних животиња увозиће из Африке, Јаве, Суматре и Борнеа. Ипак, трговина са Аустријом и Турском била је и даље, неминовно, најзаступљенија. Изградња прве железнице у Србији свакако ће допринети развоју трговине, што је Димитрије умео да искористи, те ће јако брзо постати један од најбогатијих трговаца у земљи.

## Друштвено-политичка делатност
Димитрије је био један од оснивача Народне банке, али ће је ускоро оптужити за подстицање инфлације, пуштањем у оптицај новца без покрића у злату и сребру. Његовим залагањем банка ће заиста повући бакарни новац и пустити у оптицај само онај за који је постојало покриће у злату и сребру.
На његову иницијативу 1891. године биће основано и Српско трговачко удружење и до своје смрти биће председник овог удружења. 
Када 1891. настане криза у односима са Аустроугарском, у првим преговорима за закључење трговинског уговора и ветеринарске конвенције за делегата Владе Србије биће именован Димитрије Стаменковић. Ову улогу Стаменковић најпре прихвата, али се недуго затим, из непознатих разлога, повлачи из преговора. Ипак, наставља да се ангажује и често иступа у јавности у вези спора са Аустроугарском, заступајући став да је трговина између Србије и Аустрије, као суседних држава, у обостраном интересу, али да је самосталност у трговини такође битан циљ Србије.
Стаменковић је по својим уверењима био најближи политици Либералне странке, која је нагињала Русији и тежила смањењу аустријског утицаја. У складу с тим, постаје потпредседник главног одбора Либералне странке, а на изборима фебруара 1893. изабран је за посланика у Скупштини Краљевине Србије. Ипак због нерегуларности у изборима и државног удара престолонаследника Александра, који ће се приклонити Радикалној странци, Димитрије Стаменковић неће постати посланик.
Године 1895, на његову иницијативу основана је Београдска берза, чији ће први председник постати Стаменковић. У свом говору приликом оснивања ове институције, Стаменковић исказује свој ентузијазам поводом отварања берзе, залажући се за што слободнију трговину унутар државе. Том приликом хвали политику капитализма и колонијализма, која је учинила моћним највеће државе света. У складу с тим, Стаменковић даље заговара политику трговинског одвајања од Аустроугарске, тако да ће 1895. бити изабран за председника скупа одржаног поводом затварања границе за извоз свиња у Аустрију. Крајем исте године, Стаменковић учествује у оснивању београдске кланице на Дунаву (чија зграда и данас постоји код данашњег Панчевачког моста), а ући ће и у управу Српског бродарског друштва. Сва ова залагања Димитрија Стаменковића повезана су са повећањем српског извоза и смањењем зависности од односа са Аустроугарском.
Стаменковић је учествoвао у раду великог броја добротворних друштава и у организацији хуманитарних акција, међу којима је и утемељење Друштва Светог Саве, помагање оснивања Српске књижевне задруге, помагао је и приликом појаве глади у Русији 1891, након разорног земљотреса у Истанбулу 1894, а посебно се ангажовао приликом поплава у Србији 1896, за шта је одликован орденом Св. Саве III степена.
Био је и почасни члан Међународног трговачког музеја у Филаделфији.

## Последње године
Димитрије је био крхког здравља, често је посећивао бање или лечилишта али је и даље често оболевао. Његов приватни живот обележила је смрт двоје његове деце, након чега га и супруга напушта. Живео је са мајком у породичној кући све до њене смрти 1894. године, након чега се сели и живи сам у кући која се налазила између данашње Кнез Михаилове улице и Чика Љубине у Београду.
Како је често боловао, посебно од плућних болести и уз све животне околности Димитрије је извршио самоубиство, пуцавши себи у груди 1899. године, у педесет и петој години живота.
Сахрањен је на Новом гробљу, одмах поред Цркве светог Николе, а цела трговачка чаршија за време сахране била је у знак поштовања затворена. 
Димитрије је за собом оставио тестамент по коме оставља мање своте добротворним друштвима и удружењима чији је био члан, док највећу суму – 300.000 динара, оставља у свој фонд при Управи фондова, тако да се ова сума повећава са одређеном годишњом каматом све док не достигне 400.000 динара, након чега ће сав годишњи приход од ове своте бити коришћен за штампање књига.
Желео је да се штампа једна књига годишње, и то по избору Српске краљевске академије наука и то о темама: Српству и српској мисли, о отачаствољубљу; о вери; о моралу и истини; о раду и приљежању и о чувању здравља. Желео је да се ове књиге бесплатно деле српској омладини и ђацима.
Задужбина Димитрија Стаменковића је прву књигу (превод књиге француског писца Пола Антелма Бурда „Родољуб“) издала 1908. године, након чега је нове књиге издавала годишње до 1914. По избијању Првог светског рата задужбина престаје са радом, а имовина намењена за штампање књига нестаје у рату. Захваљујући томе данас се јако мало зна о делатности Димитрија Стаменковића и о њему уопште.
Свега месец дана након Димитрија преминуо и његов брат Светозар, па ће фирму браће Стаменковић наследити Светозареви синови, Ђорђе и Димитрије. За овом фирмом остаће до данас Зграда трговца Стаменковића, подигнута 1907. године, по пројекту Николе Несторовића и Андре Стевановића. Ова зграда и данас стоји на углу улица Краља Петра и Узун-Миркове, на месту где су некада биле породична кућа и радња Стаменковића. Та зграда, позната као „зграда са зеленим плочицама“, представља један од највреднијих примера сецесије у Београду и једини преостали траг некада чувене фирме браће Стаменковић.
Име Димитрија Стаменковића од 1940. године носи и једна улица у Београду у општини Вождовац, између улица Војводе Степе и Јове Илића.
Иако постоје улице и институције које носе име Браћа Стаменковић, битно је напоменути да се оне односе на друге личности, четворицу браће који су учествовали у Народноослободилачким борбама у Другом светском рату.